# Sächsisches Gesetz zum Schutz vor gefährlichen Hunden
Das Gesetz zum Schutze der Bevölkerung vor gefährlichen Hunden (GefHundG) ist ein deutsches Hundegesetz, das die Gefahren, die mit dem Halten und dem Führen von Hunden verbunden sind, abwehren und ihnen vorsorgend entgegenwirken soll. Das GefHundG wurde vom Sächsischen Landtag am 12. Juli 2000 beschlossen und ist seither drei Mal geändert worden. Es ersetzte die Polizeiverordnung des Sächsischen Staatsministeriums für Soziales, Gesundheit und Familie zum Schutz vor gefährlichen Hunden vom 28. Juni 1996 (SächsGVBl. S. 269.). Ergänzend gilt die Verordnung des Sächsischen Staatsministeriums des Innern zur Durchführung des Gesetzes zum Schutze der Bevölkerung vor gefährlichen Hunden (DVOGefHundG) vom 1. November 2000 (SächsGVBl. S. 467), geändert durch Art. 33 der Verordnung vom 10. April 2003 (SächsGVBl. S. 94).

## Inhalt
Das Gesetz enthält ausschließlich Bestimmungen für sog. gefährliche Hunde. Nach § 14 GefHundG in Verbindung mit § 32 des Sächsischen Polizeibehördengesetzes (SächsPBG) können die kommunalen Ordnungsbehörden Regelungen auch bezüglich anderer Hunde treffen.
Nach § 1 Abs. 2 LHundG in Verbindung mit § 1 Abs. 1 DVOGefHundG wird die Gefährlichkeit bei  Hunden der Gruppen  American Staffordshire Terrier, Bullterrier und Pitbull Terrier vermutet (sog. Rasseliste). Diese Vermutung kann auf Antrag, dem ein behördlich anerkanntes Gutachten beizufügen ist, widerlegt werden (§ 1 Abs. 2 DVOGefHundG); die Entscheidung trifft die Kreispolizeibehörde. Darüber hinaus gelten Hunde gemäß § 1 Abs. 3 GefHundG im Einzelfall insbesondere als gefährlich, wenn  sie sich gegenüber Menschen oder Tieren als aggressiv erwiesen haben oder dazu neigen, andere Tiere zu hetzen oder zu reißen. § 1 Abs. 4 GefHundG bestimmt, dass die zuständige Kreispolizeibehörde die Gefährlichkeit eines Hundes durch einen Verwaltungsakt feststellt.
Das Halten eines gefährlichen Hundes bedarf einer Erlaubnis der zuständigen Kreispolizeibehörde (§ 5 Abs. 1 Satz 1 GefHundG). Die Erlaubnis ist nach § 5 Abs. 1 Satz 2 GefHundG an zahlreiche Voraussetzungen geknüpft. Erforderlich ist insbesondere der Nachweis der erforderlichen Sachkunde. Dieser ist in der Regel in einer Prüfung durch einen mit sachkundigen Personen besetzten Ausschuss zu erbringen (§ 8 GefHundG in Verbindung mit §§ 3 bis 5 DVOGefHundG). Zudem muss der Halter zuverlässig sein, d. h. er darf vor allem keine erheblichen Straftaten begangen haben und weder alkohol- noch rauschmittelabhängig sein (§ 9 GefHundG). Ferner muss er eine Haftpflichtversicherung und die ausbruchssichere Unterbringung des Tieres nachweisen.
Gemäß § 6 Abs. 1 GefHundG sind die Tiere außerhalb des befriedeten Besitztums bzw. der Wohnung anzuleinen und müssen einen das Beißen hindernden Maulkorb tragen.